# 중국 독립교회
중국독립교회(中國獨立敎會)는 중국인들로 이루어진 자치교회를 말한다.
19세기 후반 서양의 선교사들은 외부의 지원을 받아 중국의 기독교세를 확립하는데 주력하였다. 하지만 의화단 운동으로 대규모 가톨릭, 개신교 신자들의 순교가 발생하며 교세는 크게 쇠퇴하였다.
하지만 이 사건을 주도한 청나라의 멸망으로 선교사들이 다시 들어오기 시작했고 이전과는 달리 중국인들이 충분히 스스로 경제적, 신학적으로 자립할 수 있게하는 자립교단의 형식을 취하게 되었다. 가장 오래된 중국 독립교회는 민난지방의 민난교회이다. 이 교회는 교회언어로 관화가 아닌 민난어를 채택하여 지역 친화적 기반을 구축했다.

## 요약
1949년 공산당 주도의 대륙통일 이후 현대의 교회는 중국 공산당의 통제를 받는다 따라서 국가에 위협이 될 소지가 있는 종파들은 설립이 금지되어있다. 따라서 독립적인 교회가 크게 번성하고 있다. 주요한 교회로는 주의 회복, 지방교회 등이 있다.

## 같이 보기
- 일본독립교회